# Коричник тамала
Коричник тамала, коричник гималайский (лат. Cinnamomum tamala) — вечнозелёное дерево, вид рода Коричник семейства Лавровые (Lauraceae). Источник одной из разновидностей пряности корица.

## Распространение
Естественным образом произрастает в лесах тропических и субтропических Гималаев на высотах от 300 до 2400 метров над уровнем моря. Встречается на территории Бутана, Непала и в Индии, в Китае — на западе провинции Юньнань.
Заселяет вечнозеленые широколиственные леса, растёт на горных склонах и в долинах по берегам рек.

## Ботаническое описание
Деревья высотой до 20 м, ствол в диаметре около 20 см, кора серо-коричневая, душистая. Ветви чайно-коричневого цвета. Листья на черешках длиной 0,5—1,5 см, слабо извитые, голые. Листовые пластинки зелёно-белого цвета, яйцевидной, продолговатой или ланцетной формы, размерами 7,5—15 × 2,5—5,5 см, с острыми кончиками.
Период цветения с апреля по май. Цветки собраны в пазушные или терминальные метёлки длиной от 5 до 10 см и содержат множество цветков. Цветки бело-зелёного цвета, размером до 6 мм. Околоцветник трубчатый, конический, короткий, менее 2 мм длиной. 
Плоды созревают в период с июня по июль. Плод размером 10—14 мм.
Число хромосом 2n = 24
|        |  |  |
| Листья |  |  |

## Значение и применение
Кора используется в качестве пряности как настоящая корица, получаемая от Cinnamomum verum, и может добавляется в настоящую корицу в качестве примеси, хотя считается, что она уступает ей своими качествами.
Менее распространённая на европейском рынке разновидность пряности может фигурировать под торговыми названиями «Индийская корица»
«Малабарская корица», или «Древесная корица».
Толщина высушенной коры около 3 мм и более. Цвет неровный, тёмно-бурый. Значительно менее ароматная; вкус сильно вяжущий, с оттенком горечи.
Высушенная кора используется в азиатской медицине для лечения болей в животе.
Листья могут использоваться как пряность в северо индийской кухне и в Пакистане, где растения произрастают в дикой природе, а также часто культивируют. Кора и листья, являются источниками эфирных масел, и служат компонентами, используемыми в традиционной медицине. 
В Индии листья также используются в качестве замены листьев бетеля, а ароматное масло, полученное из коры, используется для производства мыла.
Листья часто продаются в виде специи под названием «тамала патра» на местных рынках в Пакистане. Ранее лист импортировался в Европу из Пакистана как Folium indum.

## Таксономия
Cinnamomum tamala (Buch.-Ham.) T.Nees & Eberm. Handb. Med.-Pharm. Bot. 2: 426. 1831.

### Синонимы
- Cinnamomum albiflorum Nees
- Cinnamomum lindleyi Lukman.
- Cinnamomum pauciflorum var. tazia (Buch.-Ham.) Meisn.
- Cinnamomum reinwardtii Nees
- Cinnamomum tamala var. elliptifolium Baruah & S.C.Nath
- Cinnamomum veitchii Lukman.
- Cinnamomum zwartzii Lukman.
- Laurus tamala Buch.-Ham.basionym Trans. Linn. Soc. London 13: 555. 1822.